# Fachwirt für die Tagungs-, Kongress- und Messewirtschaft
Fachwirt für die Tagungs-, Kongress- und Messewirtschaft ist ein öffentlich-rechtlich anerkannter Abschluss auf Meisterebene, der nach einer erfolgreich absolvierten branchenbezogenen kaufmännischen Aufstiegsfortbildung vergeben wurde. Die Prüfung erfolgte vor dem Prüfungsausschuss einer Industrie- und Handelskammer (IHK), die genaue Abschlussbezeichnung konnte in Details je nach IHK schwanken, trotzdem sind die Fachwirte inhaltlich überwiegend identisch. Dieser Fortbildungsberuf wurde vom Geprüften Veranstaltungsfachwirt abgelöst, für den am 1. Februar 2008 eine bundeseinheitliche Verordnung des Bildungsministeriums in Kraft trat.
Ein Fachwirt für die Tagungs-, Kongress- und Messewirtschaft ist qualifiziert, selbständig im Veranstaltungsbereich planerische Aufgaben wahrzunehmen. Fachwirte für die Tagungs-, Kongress- und Messewirtschaft planen, steuern und kontrollieren verschiedenste Arten von Veranstaltungen auf der Basis technischer, betriebswirtschaftlicher und rechtlicher Zusammenhänge.

## Voraussetzungen
1. Eine mit Erfolg abgelegte Abschlussprüfung in einem anerkannten dreijährigen kaufmännischen, verwaltenden oder gastgewerblichen Ausbildungsberuf und danach eine mindestens zweijährige Berufspraxis.
2. Eine mit Erfolg abgeschlossenes Hochschulstudium und danach mindestens einjährige Berufspraxis.
3. Eine mindestens sechsjährige Berufspraxis.

Die Berufspraxis musste inhaltlich wesentliche und kommerzielle (kein Ehrenamt oder Praktikum) Bezüge zu Abläufen in Betrieben der Veranstaltungswirtschaft haben.

## Inhalte
Es gab die folgenden Prüfungsfächer:
A. Fachrichtungsübergreifender Teil
- Volks- und Betriebswirtschaftliche Grundlagen
- Betriebliches Rechnungswesen und Steuern
- Betriebliche Organisation
- Personalwirtschaft

B. Fachrichtungsspezifischer Teil
- Branchenbezogenes Management
- Märkte und Marketing
- Planung und Durchführung von Veranstaltungen
- Informations-, Kommunikations- und Veranstaltungstechniken
- Recht

In jedem dieser Bereiche wurde eine schriftliche Prüfung abgelegt. Im Anschluss fand ein mündliches Fachgespräch statt.